# Army Distinguished Service Medal
De Army Distinguished Service Medal is een militaire onderscheiding van de United States Army. De in 1918 ingestelde onderscheiding is gelijkwaardig aan de Navy Distinguished Service Medal en de Air Force Distinguished Service Medal. Het is daarmee de op twee na hoogste onderscheiding van het United States Department of the Navy, na de Medal of Honor en het Navy Cross.
De Amerikaanse vijfsterrengeneraals, eigenlijk veldmaarschalken Douglas MacArthur en Dwight Eisenhower hielden samen lange tijd een record met ieder vijf Army Distinguished Service Medals. Zij droegen ieder ook een Navy Distinguished Service Medal. Wanneer men de medaille een tweede maal of vaker ontvangt mag men dat met een eikenloof op de baton laten zien.
Later ontvingen ook Creighton Williams Abrams Jr. (hij draagt ook een  Air Force DSM), 
William Eugene DePuy (hij draagt ook een Air Force DSM), 
Joseph Taggart McNarney  (hij draagt ook een Navy DSM) en 
Bruce Palmer, Jr. (hij draagt ook een Air Force DSM) ieder vijfmaal de Army Distinguished Service Medal.
De medaille werd in en na de Eerste Wereldoorlog meer dan 2000 maal uitgereikt. Onder andere aan
- maarschalk Ferdinand Foch
- maarschalk Joseph Joffre
- generaal Philippe Petain
- generaal  Arthur Currie uit Canada
- generaal John Monash uit Australië
- veldmaarschalk Douglas Haig
- generaal Armando Diaz
- generaal Cyriaque Gillain uit België
- lieutenant-generaal Honoré Drubbel uit België
- generaal John Joseph Pershing
- veldmaarschalk Živojin Mišić uit Servië

## Latere benoemingen
In het interbellum werden 800 van deze medailles uitgereikt. Tussen 1 juli 1941 en 6 juni 1969 werden 2800 medailles uitgereikt. Sindsdien worden de benoemingen niet meer als Department of the Army General Orders gepubliceerd.
In en na de Tweede Wereldoorlog werd de medaille uitgereikt aan een aantal geallieerde leiders waaronder

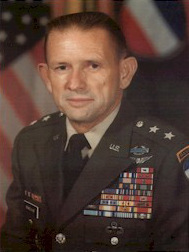
Generaal-majoor John K Singlaub met op de baton van de Army Distinguished Service Medal een eikenblad als teken van zijn tweede toekenning

- generaal-majoor Smedley Butler van het USMC
- veldmaarschalk Alan Brooke , 1st Viscount Alanbrooke van het Britse Leger
- maarschalk Alexander Pokryshkin van de Sovjet luchtmacht
- Albert I, koning der Belgen
- maarschalk Edmund Allenby, 1st Viscount Allenby  van het Britse Leger
- generaal Pietro Badoglio van het Italiaanse Leger
- generaal-majoor Georges de Bazelaire van het Franse Leger
- veldmaarschalk William Birdwood, 1st Baron Birdwood  van het Australische Leger
- veldmaarschalk Julian Byng, 1st Viscount Byng of Vimy van het Britse Leger
- generalissimo Chiang Kai-shek, Chinese leger
- Winston Churchill
- luitenant-generaal Harry Crerar van het Canadese Leger
- admiraal Andrew Cunningham, 1st Viscount Cunningham of Hyndhope,  Royal Navy
- luitenant-generaal Arthur Currie van het Britse Leger
- generaal Miles Dempsey van het Britse Leger
- veldmaarschalk John Dill  van het Britse Leger
- generaal-majoor Freddie De Guingand  van het Britse Leger
- luchtmaarschalk Arthur Travers Harris van de RAF
- generaal Charles Mangin van het Franse leger
- generaal  Richard McCreery van het Britse Leger
- generaal  John Monash van het Australische Leger
- veldmaarschalk Bernard Montgomery, 1st Viscount Montgomery of Alamein van het Britse leger
- luitenant-generaal Frederick E. Morgan van het Britse Leger
- admiraal Lord Louis Mountbatten, 1st Earl Mountbatten of Burma
- generaal-majoor Mason M. Patrick,  van de U.S. Air Force
- generaal George S. Patton van de United States Army
- luchtmaarschalk Charles Portal, 1st Viscount Portal of Hungerford van de RAF
- luchtmaarschalk Frederick Sykes van de RAF
- generaal Joseph Stilwell van de United States Army
- luchtmaarschalk Arthur Tedder, 1st Baron Tedder van de RAF,
- maarschalk  Jean de Lattre de Tassigny van het Franse leger
- generaal-majoor Arthur R. Wilson van de US  Army
- generaal-majoor Henry Worth Thornton van het Britse leger

### Opvallende benoemingen in de lagere rangen waren
- majoor Chuck Yeager, een X-1 testpiloot
- majoor Robert M. White, een X-15 testpiloot
- majoor Rudolf Anderson, een tijdens de Cuba Crisis neergeschoten U-2 piloot
- kolonel Frank Capra van het Amerikaanse leger
- kolonel James Stewart van de Amerikaanse Luchtmacht
- kolonel Wendell Fertig van het Amerikaanse leger die op de Filipijnen guerrillas aanvoerde
- kolonel John K. Singlaub van het Amerikaanse leger die tijdens de Koreaanse Oorlog partizanen aanvoerde
- majoor Maude C. Davison van het Amerikaanse leger, een held onder de krijggevangenen op Bataan en Corregidor
- kolonel William S. Taylor, een deskundige op het gebied van raketwapens (Program Manager Multiple Launch Rocket System)

De medaille werd ook aan een paar Amerikaanse sergeanten majoor uitgereikt voor bijzondere verdiensten.

### Een klein aantal burgers ontving deze militaire decoratie, daaronder waren
- Jacqueline Cochran, eerste vrouw (burger) die deze onderscheiding ontving voor haar werk gedurende de Tweede Wereldoorlog
- Harry L. Hopkins,
- Robert S. McNamara, Minister van Defensie tijdens de Vietnamoorlog
- Henry L. Stimson.

### Verdeling over de rangen in Leger en luchtmacht
De medaille werd aan officieren, onderofficieren en soldaten van alle rangen toegekend. Dit was een onvolledige lijst van  benoemingen tot 1975.
- General of the Army 7

Opperofficieren
- General 78
- Lieutenant General 206
- Major General 994
- Brigadier General 890

Hoofdofficieren
- Colonel 1,017
- Lieutenant Colonel 308
- Major 72

Subalterne officieren  
- Captain 14
- First Lieutenant 15
- Second Lieutenant 5

Onderofficieren
- Staff Sergeant 1
- Sergeant Major 3
- First Sergeant 28
- Sergeant First Class 4
- Sergeant 36

Manschappen
- Corporal 45
- Private First Class 4
- Private 74

## Statistische samenvatting van de Army Distinguished Service Medal onderscheiding[3]
| Gebeurtenis                                             | Army | USAF | Navy | USMC | Buitenlands | Burgers | Totaal |
| ------------------------------------------------------- | ---- | ---- | ---- | ---- | ----------- | ------- | ------ |
| Amerikaans-indiaanse oorlogen                           | 7    | -    | -    | -    | -           | -       | 7      |
| Vredesjaren 1871-1898                                   | 7    | -    | -    | -    | -           | -       | 7      |
| Spaans-Amerikaanse Oorlog                               | 74   | -    | -    | -    | -           | -       | 74     |
| Filipijns-Amerikaanse Oorlog                            | 75   | -    | -    | -    | -           | -       | 75     |
| Bokseropstand                                           | 7    | -    | -    | -    | -           | -       | 75     |
| Vredesjaren 1899-1910                                   | 24   | -    | -    | -    | -           | -       | 24     |
| Grens Oorlog (1910-19)                                  | 8    | -    | -    | -    | -           | -       | 8      |
| Vredesjaren 1910-1917                                   | 19   | -    | -    | -    | -           | -       | 19     |
| Eerste Wereldoorlog                                     | 1192 | 31   | 31   | 11   | 68          | 548     | 1881   |
| Spaanse griep 1918                                      | 6    | -    | -    | -    | -           | -       | 6      |
| Geallieerde interventie in Noordelijk Rusland 1918-1919 | 2    | -    | -    | -    | 1           | -       | 3      |
| Geallieerde interventie in Siberië 1919-1920            | 8    | -    | -    | -    | -           | -       | 8      |
| Interbellum 1918-1942                                   | 17   | 8    | -    | -    | -           | -       | 25     |
| Tweede Wereldoorlog                                     | 1458 | 87   | 30   | 6    | 15          | 45      | 1458   |
| Koreaanse Oorlog                                        | 9    | 1    | 9    | -    | -           | -       | 19     |
| Koude Oorlog                                            | 175  | -    | -    | -    | -           | -       | 175    |
| Vietnamoorlog                                           | 541  | 1    | 2    | -    | 1           | -       | 545    |
| Vredesjaren 1946-1975                                   | 402  | 223  | 17   | 1    | 3           | 2       | 648    |
| Totaal aantal Army Distinguished Service Medals         | 3848 | 351  | 89   | 18   | 88          | 595     | 4989   |

Verdeling over de oorlogen en campagnes waarin Amerika vocht tot 1975. De lijst is onvolledig maar dekt 95% van de ongeveer 5000 benoemingen.